# 庫馬拉爾
庫馬拉爾是哥倫比亞的城鎮，位於該國中部，由梅塔省負責管轄，距離首府比亞維森西奧26公里，始建於1901年7月3日，面積580平方公里，海拔高度452米，2005年人口16,634。